# Boulevard

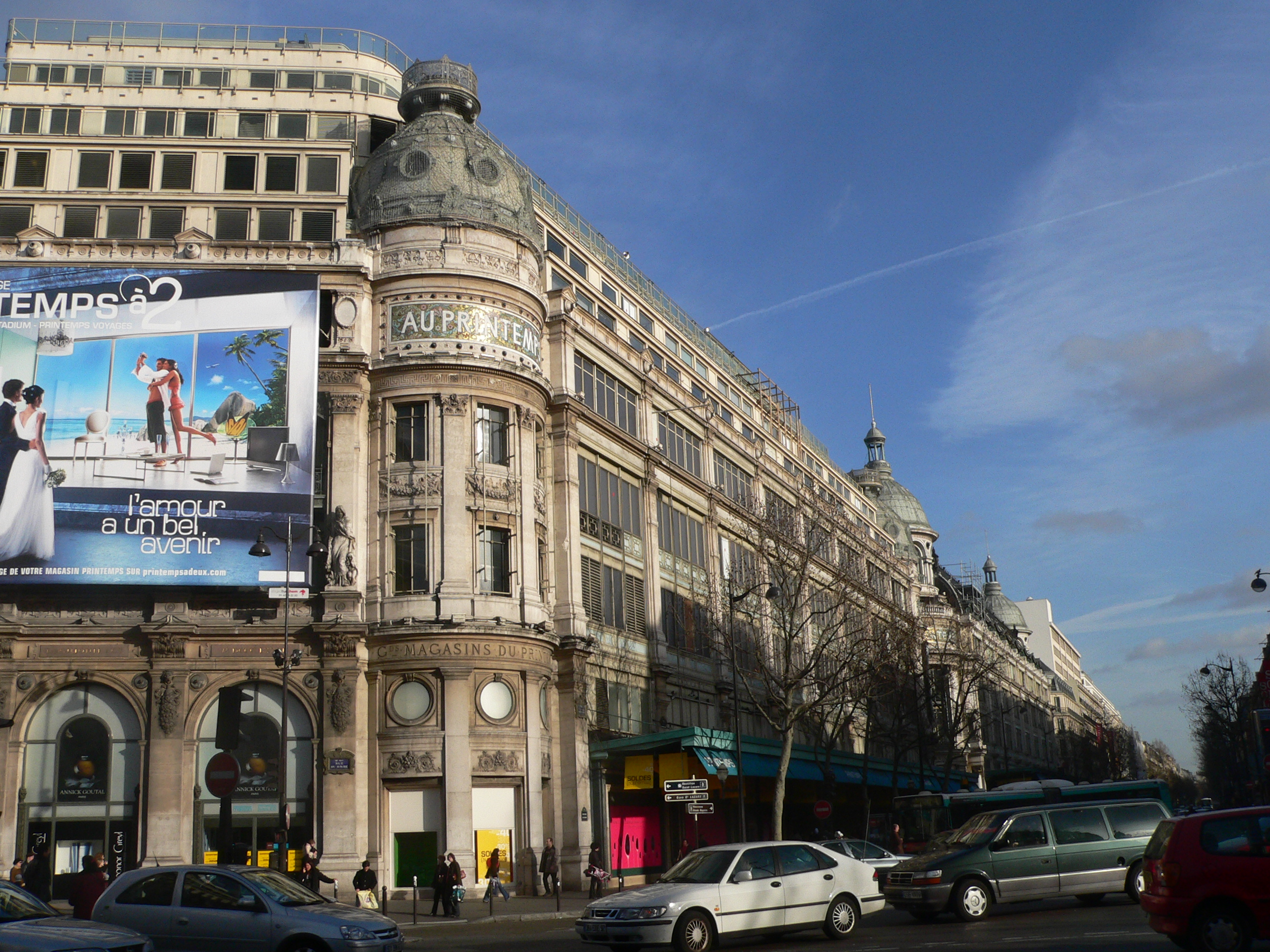
Lojas Printemps no Boulevard Haussmann, em Paris

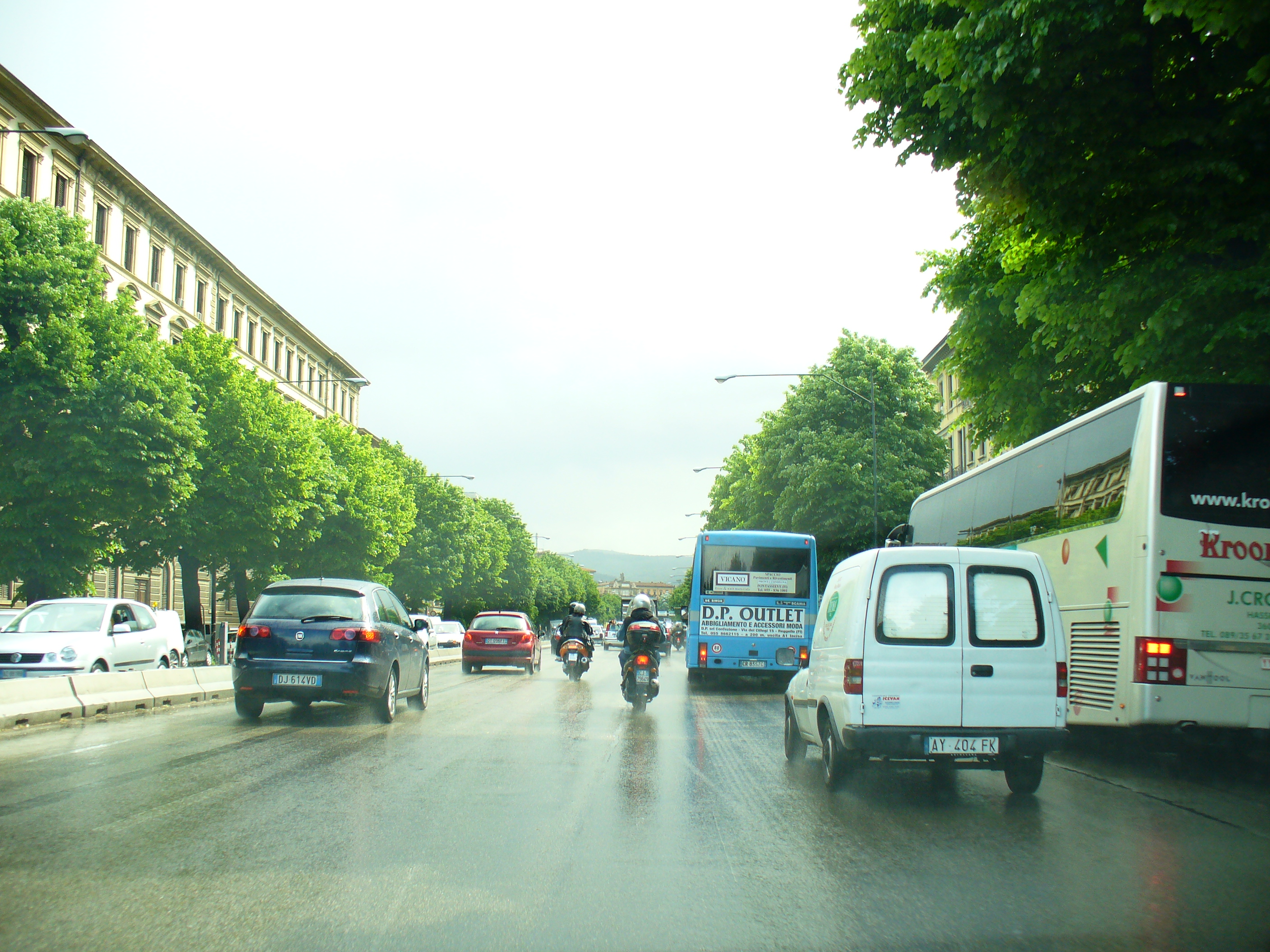
Boulevard em Florença

Boulevard (francês, do neerlandês bolwerk/bolwark, com a mesma etimologia de baluarte), bulevar ou alameda é um termo que designa um tipo de via urbana, geralmente larga, com muitas pistas divididas nos dois sentidos, geralmente projetada com alguma preocupação paisagística. O termo foi inicialmente introduzido na língua francesa em 1435 como boloard, e desde então foi alterado para boulevard.

## França
A palavra francesa boulevard originalmente se referia ao topo reto (passarela) dos muros de cidades medievais. Existem também versões de que a palavra origina-se da expressão em francês Boule Verte, que significa Bola Verde; tal explicação vem das inúmeras bolas verdes que caíam das árvores plantadas nas laterais das avenidas. Vários boulevares parisienses substituíram velhos muros medievais, mas, mais geralmente, boulevares circundam centros de cidades, em contraste com as avenidas, que irradiam de centros. Boulevard é às vezes o termo utilizado para descrever vias de tráfego elegantemente amplas. Segundo outra teoria, historicamente, boulevard era uma vía de comunicação baseada em antigas defesas, posto que a palavra procederia do neerlandês bolwerk (baluarte).
O Barão Haussmann tornou estas vias conhecidas em seu re-planejamento da Paris do Segundo Império, entre 1853 e 1870.

## Alemanha
Um boulevard notável em Berlim é o Karl-Marx Allee, construído na década de 1950 segundo a arquitetura Stalinista Classicista. Uma parte deste boulevard é mais adornada, enquanto a outra é mais moderna. No centro do boulevard está o Strausberger Platz, um prédio no estilo "bolo de noiva". O boulevard está dividido em várias seções. Durante o período de 1949-1989, foi o principal centro da Berlim Oriental e hoje se encontra na Berlim unida.

## Estados Unidos
Como é o caso de muitos outros termos arquitetônicos nos Estados Unidos, a palavra "boulevard" foi desvirtuada para se adaptar ao dueto subúrbio & estrada-de-alta-rodagem, o principal elemento das cidades estadunidenses. Boulevares, nos Estados Unidos, significam estradas arteriais, ou estradas simples, como é o caso dos boulevares da Califórnia, que são estreitos e sobem as montanhas, sem nenhum paisagismo. Tais estradas possuem cruzamentos com outras vias urbanas, não sendo auto-estradas por assim dizer. Nos Estados Unidos, o termo é comumente abreviado para "Blvd".

## Brasil
No Brasil, boulevares são comuns em cidades com forte influência de Art Nouveau, como Belém do Pará, Manaus, Rio de Janeiro e São Paulo.
Em São Paulo, algumas avenidas têm características de boulevards, como a Rio Branco, a São João, a Ipiranga, a São Luís, a Duque de Caxias, a Juscelino Kubitschek e a Paulista.
Na Zona Norte do Rio de Janeiro existe o único logradouro da cidade que leva o termo "boulevard" em seu nome, o Boulevard 28 de Setembro no bairro de Vila Isabel. Outras cidades mais jovens, como Londrina e Três Lagoas, também os apresentam.
Na cidade de Belém do Pará, existe o Boulevard Castilhos França (anteriormente chamado de Boulevard da República), na orla da cidade, esse boulevard foi construído no período da extração do látex, quando a cidade de Belém viveu seu auge econômico e urbanístico. Abriga vários cartões postais importantes da cidade, entre eles o Ver-o-peso e a Estação das docas.
Os boulevards consistem de duas a quatro vias de tráfego em cada sentido, com jardins ovais ao centro separando os dois sentidos. No Brasil, no entanto, não são comuns os boulevards que apresentam jardins às bordas das vias de tráfego e as separando de vias menores e locais, como ocorre na Alemanha, França e até na Argentina, em Buenos Aires.